# Mathías Cardacio
Mathías Adolfo Cardacio Alaguich je uruguayský fotbalový záložník. Momentálně hraje za uruguayský klub Defensor Sporting. V mládí přestoupil do italského klubu AC Milán kde vydržel jednu sezonu.

## Úspěchy

### Klubové
- 1× vítěz uruguayského superpoháru (2019)

### Reprezentační
- 1× na MJA U20 (2009 - bronz)
- 1× na MS U20 (2007)